# 土底濱站
土底濱站（日语：／ Dosokohama eki */?）是東日本旅客鐵道（JR東日本）信越本線的鐵路車站，位於日本新潟縣上越市大潟區土底濱。

## 歷史
- 1960年（昭和35年）3月15日：開業。
- 1987年（昭和62年）4月1日：國鐵分割民營化，成為東日本旅客鐵道的一個車站。

## 車站結構
側式月台2面2線的地面車站，並設有自動售票機和驗票閘門。

### 月台配置
| 股道 | 路線      | 方向 | 目的地                                  |
| ---- | --------- | ---- | --------------------------------------- |
| 1    | ■信越本線 | 下行 | 長岡・新潟方面                          |
| 2    | ■信越本線 | 上行 | 直江津方面 ■妙高躍馬線直通 妙高高原方面 |

## 车站周边
- 上越市立大潟町小學
- 上越市 大潟區綜合事務所
- 信越丸大食品

## 相鄰車站
東日本旅客鐵道（JR東日本）
■信越本線
■普通
犀潟－土底濱－潟町